# Еглфинг
Еглфинг (њем. Eglfing) општина је у њемачкој савезној држави Баварска. Једно је од 34 општинска средишта округа Вајлхајм-Шонгау. Према процјени из 2010. у општини је живјело 962 становника. Посједује регионалну шифру (AGS) 9190121.

## Географски и демографски подаци
Еглфинг се налази у савезној држави Баварска у округу Вајлхајм-Шонгау. Општина се налази на надморској висини од 652 метра. Површина општине износи 16,2 km². У самом мјесту је, према процјени из 2010. године, живјело 962 становника. Просјечна густина становништва износи 59 становника/km².